# 聖托馬斯島 (保加利亞)
聖托馬斯島是保加利亞的島嶼，位於該國東南部，處於索佐波爾以南15公里的黑海，面積0.012平方公里，是該國唯一有野生仙人掌生長的地方。
42°25′12″N 27°42′00″E / 42.42000°N 27.70000°E